# Ardcath

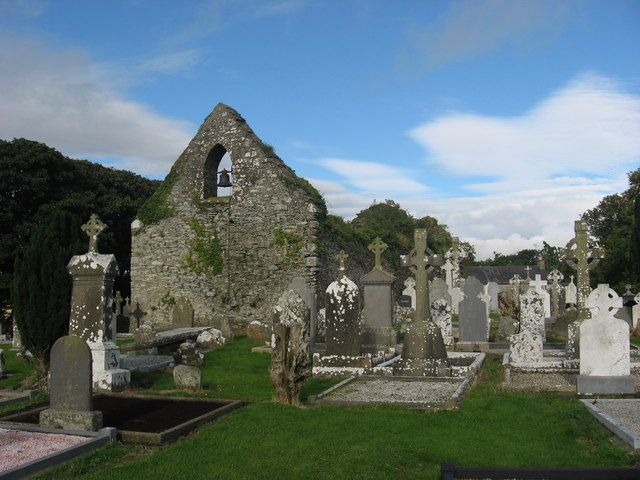
Les ruines de l'église et le cimetière.

Ardcath (en irlandais, Ard Cath, les hauteurs de la bataille) est un petit village dans le comté de Meath, en Irlande. Autour se trouvent les localités de Garristown, Clonalvy, Duleek, Battramstown, Bellewstown et Stamullen.
Le nom Ardcath signifie les hauteurs de la bataille en irlandais et fait référence à une bataille (mentionnée dans The Book of Howth) selon la Bardic history, entre les Rois d'Irlande et Fionn McCool d'une part et the Fianna d'autre part. Les Rois se sont regroupés sur la colline de Garristown et the Fianna sur la colline d'Ardcath.

## Histoire

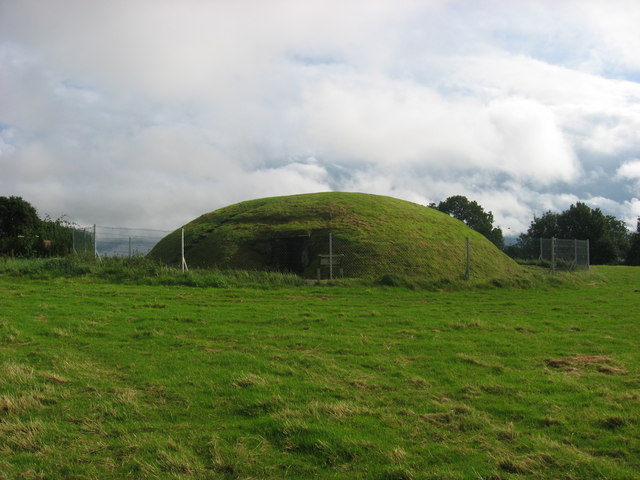
Tombe à couloir à Fourknocks.

À proximité, Four Knocks (en irlandais, Fuarchnoic, collines froides) est une tombe à couloir d'environ 5 000 ans. Les pierres tombales sont gravées et arborent la première représentation d'un visage humain en Irlande.
Ardcath fait historiquement partie de la baronnie d'Upper Duleek. 
Au début du XIXe siècle, la moitié de la paroisse était cultivée (principalement avec du blé) tandis que l'autre moitié était consacrée aux pâturages. Le coton était tissé dans la région pour les fabricants de Dublin et de Drogheda.
Les vastes ruines d'une église médiévale sont entourées d'un cimetière toujours en usage.
L'église d'Ardcath était dédiée à la Sainte-Vierge, comme c'était une tradition de la colonie normande ; la dîme de l'église et de la paroisse étant attribuée aux chanoines de Llanthony Priory (en) (prima et secunda) au Pays de Galles de 1172 à 1541. La « confrérie » était une personne morale vouée au maintien des services religieux au sein de l'Église. Ces organisations ont souvent été établies par Charte et ont survécu à la Réforme. Une organisation similaire existait aussi dans la paroisse alors voisine de Piercetown.

## Population
Plusieurs groupes communautaires comme l'Ardcath Macra et l'Irish Countrywomen's Association sont actives localement. Elles existent respectivement depuis les années 1952 et 1948 ; certains de leurs membres sont issus des localités environnantes,.
L'école locale a été construite en 1950, elle compte une centaine d'élèves. 
Auparavant, l'école se trouvait dans l'ancien bâtiment de l'église d'Ardcath Penal Day lorsqu'elle a cessé d'être utilisée en 1862.
Chaque année, un grand festival est organisé par le comité paroissial d'Ardcath. Le festival se déroule sur une semaine en été et tous les deux ans, la Rose d'Ardcath est mise en jeu dans un pub local.
Le bâtiment d'un étage a été construit à l'origine en 1859. Il est utilisé pour le culte religieux. L'ancienne église a été construite en 1690. Elle a coûté 2 600 livres et a subi des dégâts de tempête à plusieurs reprises. [citation nécessaire] En 1903, le toit de la sacristie a été endommagé et la nef endommagée. La toiture a été  refaite en 1992. Le bâtiment est de style gothique. En 1955, d'importants travaux de rénovation ont été effectués sur l'église. Les murs et les sols ont été réparés et un autel du cœur a été érigé en marbre. [citation nécessaire].

## Transports
Les routes d'Ardcath sont toutes des routes destinées à la desserte locale - bien que quelques routes régionales passent à proximité, comme la R130 à Garristown. Des préoccupations en matière de sécurité concernant l'état de certaines routes autour d'Ardcath ont été soulevées lors de la réunion du comité de la zone électorale de Slane du conseil du comté de Meath, notamment des préoccupations liées à une signalisation inadéquate pour les conducteurs à l'approche de l'école locale.